# Walter z Malonne
Walter z Malonne (též Walter Zadora nebo Wauthier de Malonne, † 1169) byl desátý biskup vratislavský v letech 1149 až 1169.

## Život
Walter z Malonne byl zřejmě valonského původu z okolí Namuru v biskupství lutyšském. On i jeho bratr Alexandr († 9. března 1156) byli původně mnichy kláštera svatého Berthuina v belgickém Malonne, což bylo původně benediktinské opatství, avšak ve 12. století zde byli benediktini vystřídání řeholními kanovníky svatého Augustina. Alexandr z Malonne se stal roku 1129 biskupem v Płocku a založil zde katedrální kapitulu, jejímž proboštem jmenoval svého bratra. Tak se Walter z Malonne seznámil s polským prostředím i jazykem. Oba bratři měli zvláště úzký vztah s knížetem Boleslavem IV. Kadeřavým, neboť Alexandr byl původně jeho poručníkem. Když Boleslav IV. dopomohl dosavadnímu vratislavskému biskupovi Janu II. roku 1149 k povýšení na arcibiskupa hnězdenského, prosadil za jeho nástupce na vratislavském stolci právě Waltera z Malonne. Tuto výměnu potvrdil papež Evžen III. na synodě v Remeši, jíž se Walter i Alexandr účastnili, již roku 1148.
Biskup Walter usiloval o církevní reformu v duchu Řehoře VII., především reorgnizoval katedrální kapitulu podle západního vzoru a podle zkušeností získaných bratra Alexandra v diecézi płocké. Dbal na dodržování celibátu kněžstvem a zákaz simonie, jakož i liturgických pokynů; v katedrále zavedl zpěv a chórové modlitby. Kanovníci se měli trvale zdržovat v kapitule a mít společné jmění spravované kapitulou; tu vybavil biskup Walter též zbožím v Milíči. Roku 1158 započal se stavbou nové románské katedrály na vratislavském Dómském ostrově, která byla dokončena až za jeho nástupce biskupa Žiroslava II.
Na Walterovu prosbu vzal papež Hadrián IV. listinou ze dne 23. dubna 1155 vratislavské biskupství pod svou ochranu, vymezil hranice diecéze a potvrdil majetek biskupství a katedrální kapituly. Mezi ním se nacházelo asi 50 vesnic zejména v okolí Vratislavi a Třebnice, ale též hradský obvod otmuchovský, který se stal základem pozdějšího Niského knížectví patřícího vratislavským biskupům, a hradský obvod milíčský v majetku kapituly. Tyto významná listina je dokladem dobrých osobních styků Waltera s papežskou kurií, ale též završuje řadu obdobných listin vydaných v letech 1136–1148 pro arcibiskupství v Hnězdně a biskupství ve Volyni a Włocławku.
Na počátku pontifikátu biskupa Waltera (1149/50) byl do Vratislavi na Písečný (Tumský) ostrov ke kostelu Panny Marie přenesen klášter augustiniánů kanovníků z hory Slezy, odůvodňovaný nevhodným podnebím; organizace tohoto přesunu byla poslední fundační akcí palatina Petra Wlostovice († 1153). Na hradě Wleński Gródek (německy Lehnhaus) vysvětil před rokem 1155 kostel zasvěcený Panně Marii. Do pontifikátu biskupa Waltera, patrně k roku 1163, spadá pravděpodobně založení významného cisterciáckého kláštera v Lubuši (polsky Lubiąż, německy Leubus) knížetem Boleslavem I. Vysokým, ačkoli vlastní zakládací listina je datována až k roku 1175, tedy za pontifikátu Žiroslava II.
S biskupem Walterem bývá spojována posílená románská přítomnost ve Slezsku, například usazení valonských tkalců ve Vratislavi roku 1161, i západní umělecké vlivy, patrné zejména na stavbě katedrály.